# Trang (tỉnh)
Trang hay Muang Thap Thiang (tiếng Thái: ตรัง hay เมืองทับเที่ยง, phiên âm: Tơ-rang hay Mương Tháp Thiêng) là một trong những tỉnh thuộc miền Nam của Thái Lan và nằm ở bờ tây của biển Andaman. Các tỉnh lân cận (từ phía bắc theo chiều kim đồng hồ) là tỉnh Krabi, Nakhon Si Thammarat, Phatthalung và  Satun.
Tỉnh Trang từng được biết đến là một hải cảng quan trọng trong giao thương nước ngoài. Đây là tỉnh đầu tiên mà cao su được trồng tại Thái Lan. Phraya Ratsadanupradit Mahison Phakdi đã mang những cây cao su từ Mã Lai và trồng chúng tại đây vào năm 1899 và cao su hiện nay là nguồn xuất khẩu quan trọng của đất nước. Sông Trang chảy qua tỉnh này bắt nguồn từ dãy núi Khao Luang và sông Palian chảy từ núi Banthat. Tỉnh Trang có diện tích xấp xỉ 5000 cây số vuông và có đường bờ biển dài 199 km với eo Malacca.

## Lịch sử
Tỉnh Trang đã là cảng biển quan trọng ở miền nam Thái Lan. Những người đã sống tại đây cho biết các con tàu luôn luôn đến vào buổi sáng, là tên bắt nguồn của thị trấn. Từ "Trang" trong tiếng Mã Lai có nghĩa "ánh sáng" (terang). Tỉnh Trang đã từng là một phần của vương quốc cổ Kedah Tua, một vương quốc Malay thuộc Kedahan.
Dựa theo các tài liệu văn hóa, tỉnh Trang là một trong 12 thị quốc đã từng tồn tại cách đây khoảng 900 năm, nhưng dưới thời trị vì của vua Rama II, tỉnh này đã có thống đốc đầu tiên. Thống đốc phương Tây đầu tiên đến với tỉnh Trang là Tướng James Low, đến Thái Lan vào năm 1838 để thương lương về các lợi ích thương mại.
Thị trấn ban đầu của tỉnh nằm tại Khuanthani (nay là một tambon ở quận Kantang). Năm 1893, thống đốc Phraya Ratsadanupradit Mahison Phakdi, còn được biết đến như Khaw Sim Bee na Ranong, đã quyết định biến tỉnh Trang thành một cảng biển quan trọng và di chuyển thị trấn sang quận Kantang nằm trên dòng sông Trang. Nó được di chuyển một lần nữa đến địa điểm hiện tại cách 26 km trong đất liền vào năm 1916 bởi vua Rama VI nhằm tránh lũ lụt.
Trang là tỉnh đầu tiên tại Thái Lan mà cây cao su được trồng. Chúng được mang về từ Malay thuộc Anh bởi thống đốc Phraya Ratsadanupradit Mahison Phakdi vào năm 1899.

## Địa lý

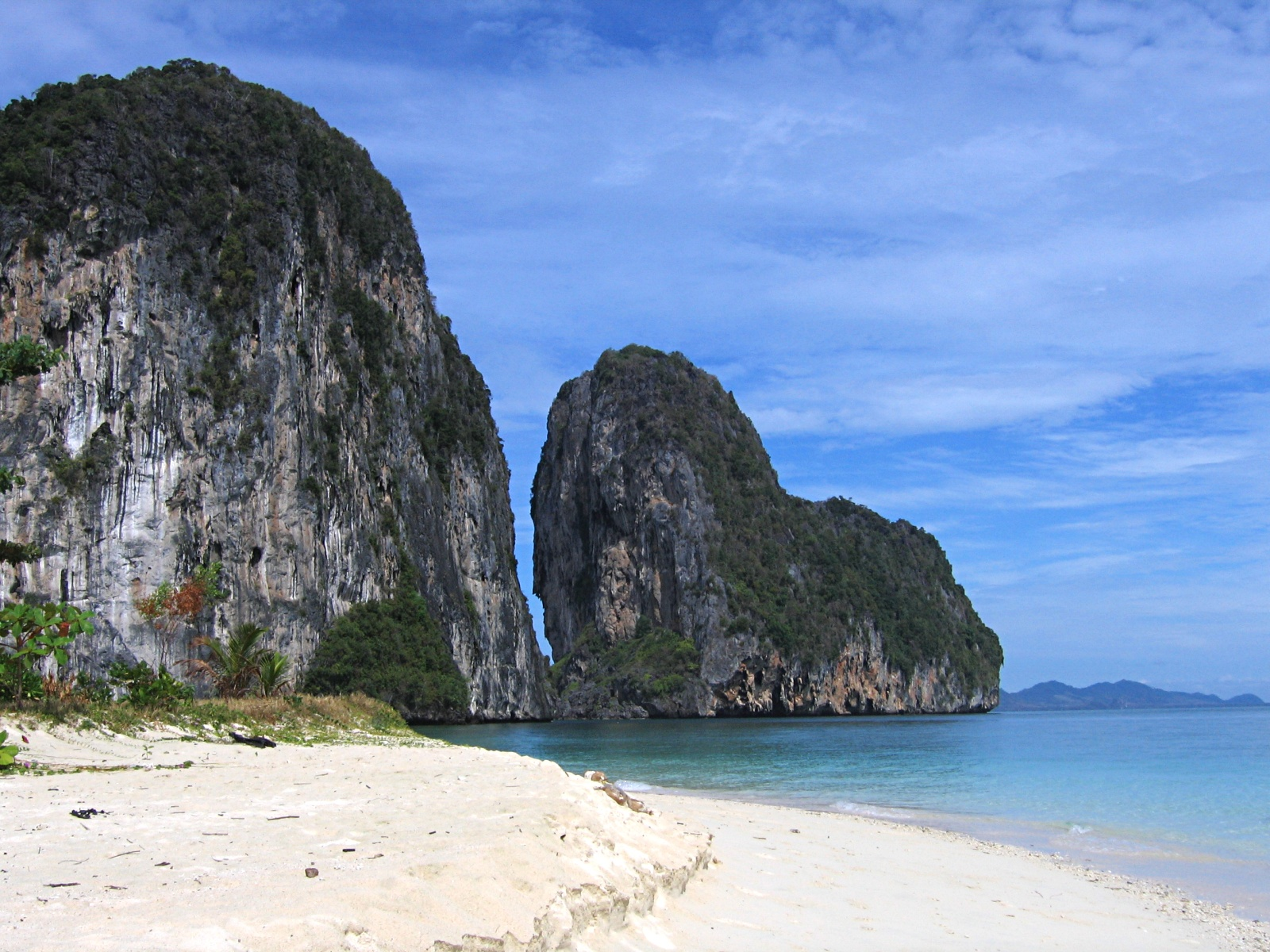
Ko Lao Liang Phi in Vườn quốc gia Mu Ko Phetra

Tỉnh này nằm bên bờ biển Andaman, có 46 đảo cùng với vùng đất đại lục. Có một số đồng bằng nhưng phần lớn diện tích của tỉnh này là đồi. dãy núi Nakhon Si Thammarat là nơi bắt nguồn của hai con sông chính là sông Trang và sông Palian.
Bờ biển phía nam của tỉnh này được bảo vệ trong Vườn quốc gia Mu Ko Phetra.

## Biểu tượng
Con dấu của tỉnh thể hiện hình ảnh một cây cầu ngọn hải đăng nằm trên những làn sóng. Ngọn hải đăng trong biểu tượng đề cập Trang như là một hải cảng ngoại thương quan trọng của đất nước.
Cây hoa và cây tượng trưng của tỉnh là cây mun xanh (Jacaranda filicifolia). Loài cây này được nhập khẩu từ Úc và nó nhanh chóng được người dân đặt tên là "si trang".
Khẩu hiệu của tỉnh là: "Thị trấn Phraya Rasda, những người hào phóng, thịt heo nướng ngon, thành phố đầu tiên nơi có cao su parafin được trồng, hoa của tỉnh Si Trang, các rạn san hô dưới nước, những bãi biển đẹp và thác nước"

## Giao thông
Đường hàng không: sân bay tỉnh Trang Airport cách 7 km so với trung tâm của thị trấn. Nó phục vụ các hãng hàng không Thailand AirAsia và Nok Air với các chuyến bay đến thủ đô Bangkok.
Đường sắt: Trang là một trong những địa điểm ở miền nam có đường tàu đến ga Hualamphong ở thủ đô Bangkok. Xuất phát từ ga Thung Song Station ở tỉnh Nakhon Si Thammarat, di chuyển theo phía tây đến ga Huay Yod rồi đến ga Muang và kết thúc tại nhà ga Kan Tang ở tỉnh Trang.
Đường bộ: các tuyến đường chính đến và đi tỉnh Trang bao gồm:
1. Quốc lộ 4 (Bangkok—Chumphon) đến Quốc lộ 41 (Surat Thani—Thung Song—Huai Yot—Trang), khoảng cách 828 km.
2. Quốc lộ 4 (Bangkok—Chumphon) to Ranong—Phang Nga—Krabi—Trang, khoảng cách 1,020 km.
3. Quốc lộ 404-416 (Satun—Palian—Trang), khoảng cách 140 km.
4. Quốc lộ 4-407 (Hat Yai—Phatthalung—Trang), khoảng cách 148 km.
5. Quốc lộ 4-402 (Phuket—Phang Nga—Krabi—Trang), khoảng cách 312 km.

Xe buýt: tỉnh có các chuyến xe buýt đến và đi thủ đô Bangkok và các tỉnh chính (Phuket, Hat Yai, Krabi, Nakhon Si Thammarat, and Satun).
Thuyền lên các đảo: Trang có 4 địa điểm du lịch bằng thuyền đến các đảo Pak Meng Pier, Ban Chao Mai Pier, Klong Son Pier và Kuan Thung Kuu Pier.